# Music of My Heart
Music of My Heart è un singolo della cantante cubana Gloria Estefan e della boy band statunitense NSYNC, pubblicato il 3 agosto 1999 come estratto dalla colonna sonora del film La musica del cuore.

## Tracce
CD Singolo (USA)
1. Music Of My Heart – 4:31
2. Music Of My Heart (Pablo Flores Club Mix) – 10:40
3. Music Of My Heart (Pablo Flores Radio Edit) – 4:42

## Classifiche
| Classifica (1999-00) | Posizione massima |
| -------------------- | ----------------- |
| Belgio (Fiandre)     | 66                |
| Paesi Bassi          | 58                |
| Regno Unito          | 34                |
| Spagna               | 11                |
| Stati Uniti          | 2                 |